# Baksho Bondi
Baksho Bondi (international: Shadowbox) ist ein indischer Spielfilm von Tanushree Das und Saumyananda Sahi aus dem Jahr 2025.

## Inhalt
Maya hat den Veteranen Sundar geheiratet, mit dem sie den Sohn Debu hat und zusammen in Kolkata lebt. Sundar ist nach einem Kampfeinsatz traumatisiert und leidet unter einer Posttraumatischen Belastungsstörung (PTSB). Um ihre Familie zu ernähren, muss Maya verschiedene Jobs ausführen. Von ihrer Familie wird sie geschnitten, da sie Sundar entgegen ihrer Warnungen geheiratet hat. Eines Nachts verschwindet Sundar und gilt fortan als Verdächtiger in einem Mordfall. Einige Tage später kommt er hungrig zu Maya zurück, deren Leben nun auseinanderfällt.

## Produktion
Regisseurin Tanushree Das studierte Anglistik und Filmschnitt in Kolkata. Nach einigen Filmen als Filmeditorin ist dies ihr Spielfilmdebüt als Regisseurin. Saumyananda Sahi arbeitete zuvor als Kameramann und als Regisseur von Dokumentarfilmen.
Der Film feierte am 16. Februar auf der Berlinale 2025 in der Sektion Perspectives Premiere.